# Euro Belgian Airlines

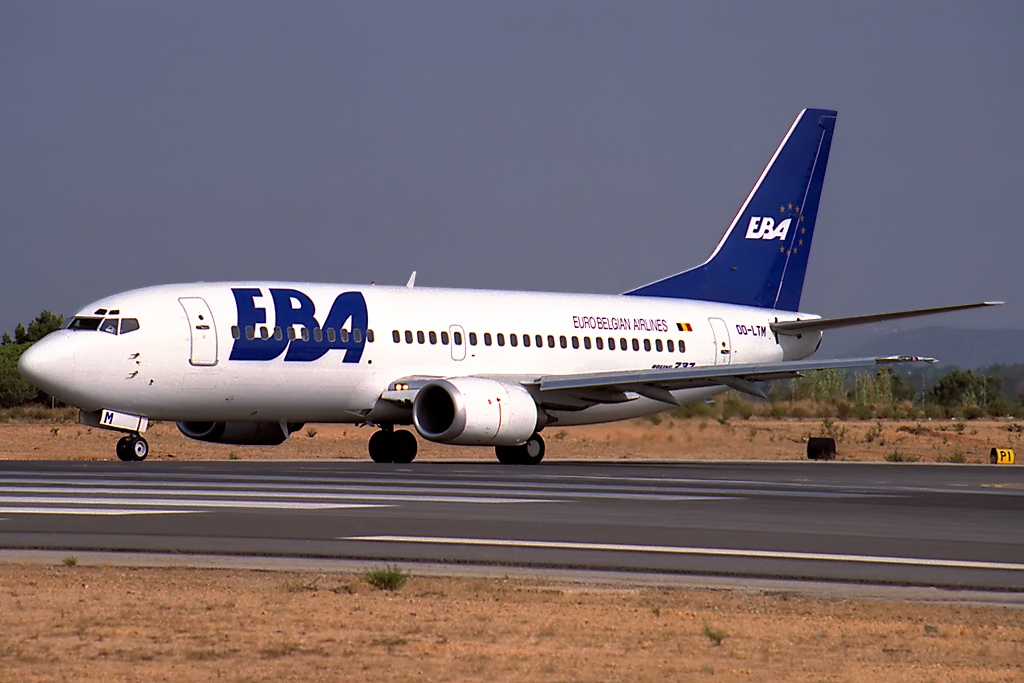
un Boeing 737-300 d'EBA.

Euro Belgian Airlines (Code AITA : BQ ; code OACI : EBA) était une ancienne compagnie aérienne belge basée à l'aéroport de Bruxelles-National.

## Histoire
La compagnie fut construite sur les cendres de Trans European Airways (dont elle reprit les couleurs) et entra en activité le 1er novembre 1991. Elle fut ensuite rachetée par la holding britannique Virgin de Richard Branson pour créer Virgin Express le 1er aout 1996.